# باشق أنجوان
بَاشِقُ أنْجُوَان أو بَاشِقُ جَزيرَةِ أنْجُوَان أو بَازُ نِدْزُوَانِي أو بَازُ جَزِيْرَةِ يُوحَنَّا هو إحدى سُلالات باشق فرنسيس (Accipiter francesiae) شديدة النُدرة. مقصورةٌ في وجودها على جُزر القُمر التابعة لأنجوان. اعتُقد طويلًا أنَّ هذه الطيور قد انقرضت، غير أنَّ بعض العُلماء تمكنوا خلال ثمانينيَّات القرن العشرين، وخلال سنة 2005م، تمكنوا من إثبات بقاء بعض أفرادها على قيد الحياة.

## الوصف
كِلا الجنسان من هذه الطيور يُشبهُ ذكر السُلالة النمطيَّة لباشق فرنسيس قاطنة مدغشقر، لكنَّها أقلُّ منه قدًا بوضوح، وتفتقدُ أغلب التقليمات على القسم السُفلي من جسدها. يتراوح باعُ جناحيّ الذكر بين 135 و149 ملّيمترًا (بين 5.3 و5.9 إنشات)، وطولُ ذيلها بين 99 و188 ملّيمترًا (بين 3.9 و7.4 إنشات)، أمَّا الإناث فأكبر حجمًا إذ يتراوحُ باعُ جناحيها بين 155 و163 ملّيمترًا (بين 6.1 و6.4 إنشات)، وطولُ ذيلها بين 113 و125 ملّيمتر (بين 4.4 و4.9 إنشات). يتمتَّعُ الذكر والأنثى بقسمٍ سُفليٍّ أبيض، وعُلويّ رمادي، وجناحين قاتمين ضاربين إلى الرَّمادي، بالإضافة لتقليماتٍ داكنة على الذيل.

## حالة الحُفظ
استحالت هذه البواشق نادرةً للغاية بحُلول خمسينيَّات القرن العشرين بسبب الدمار الكثيف الذي لحق بمواقع سُكناها خلال العقود السَّابقة على العقد سالف الذِكر. فخلال دراسةٍ ميدانيَّة أُجريت سنة 1958م على مدى شهر، لم يُعثر سوى على طائرٍ واحد، مما دفع العُلماء إلى تقدير أعداد الجُمهرة بين طيرٍ وعشرة طيور. وفي سنة 1965م انطلقت دراسةٌ أُخرى للبحث عن هذه الطيور في الجزيرة، فأمضت ثلاثة أيَّامٍ دون أن ترصد باشقًا واحدًا (على أنَّه لم تُبذل الجُهود اللازمة والمُفروضة للحصول على نتيجةٍ أكثر دقَّة، ولم تتم زيارة موئل البواشق الرئيسي حتّى)؛ فافترض الباحثون الأسوأ، نظرًا لأنَّهم قالوا بأنَّ باقي السُلالات «وديعة للغاية» ولا تتجنَّب البشر، لذلك فإنَّ عدم ظهور أيٌّ من أفراد هذه السُلالة يُنظر بحصول كارثة.
كان تراجعُ أعداد هذه السُلالة حادًّا للغاية، فقد كانت حتّى أوائل القرن العشرين من الطيور المألوفة، وخلال الفترة المُمتدَّة بين اكتشافها وحتّى سنة 1907م، أمسك العُلماء بأربعة وأربعين فردًا، منها طائرٌ معروض في متحف علم الحيوان بجامعة زيورخ بسويسرة. آخرُ الطيور التي وُثِّق وجودها قبل الاعتقاد بانقراضها كانت جُمهرةً تعيشُ في الهضاب المركزيَّة الجبليَّة للجزيرة.
لوحظ أنَّ السُلالات الأُخرى من باشق فرنسيس قاطنة الجُزر الباقية من أرخبيل جُزر القمر لم تُعاني كما عانت هذه السُلالة. ويُحتمل أن يكون السبب وراء تراجع أعداد هذه السُلالة بالذات هو تدمير مواقع سُكناها بشكلٍ أبكر من سائر السُلالات لأنَّ جزيرة أنجوان كانت من بين أولى الجُزر التي تعرَّضت غاباتها للإزالة بعد أن حصل فيها انفجارٌ سُكَّانيٌّ؛ ومما قد يدلُّ على ذلك أنَّ السُلالة A. f. griveaudii  أظهرت تراجُعًا في أعدادها على جزيرة القمر الكُبرى تزامن مع حصول انفجارٍ سُكَّاني في جمهرتها البشريَّة، بينما ما زالت السُلالة A. f. brutus  شائعة في موطنها على جزيرة مايوت حيثُ لم تجري عمليَّاتُ تحطيبٍ مُكثَّفة في الغابات المطيرة الواطئة، وما زالت جُمهرتها البشريَّة أقل من تلك الخاصَّة بندزواني بحوالي 75% .
لوحظ بأنَّ هذه الطيور لمَّا تنقرض بعد عندما صُوِّر أحدها في مُسلسلٍ تلفازيّ عن الحياة البريَّة من إنتاج شبكة بي بي سي، يحملُ عنوان: «أفريقيا المجهولة الحلقة 1: جُزر القمر» (بالإنجليزية: Unknown Africa Episode 1: The Comoros)، عندما زار طاقم التصوير رقعةً نائية من الغابة المطيرة على أنجوان بحثًا عن ثعلب ليڤينگستون الطائر.